# Município de Firuzkuh

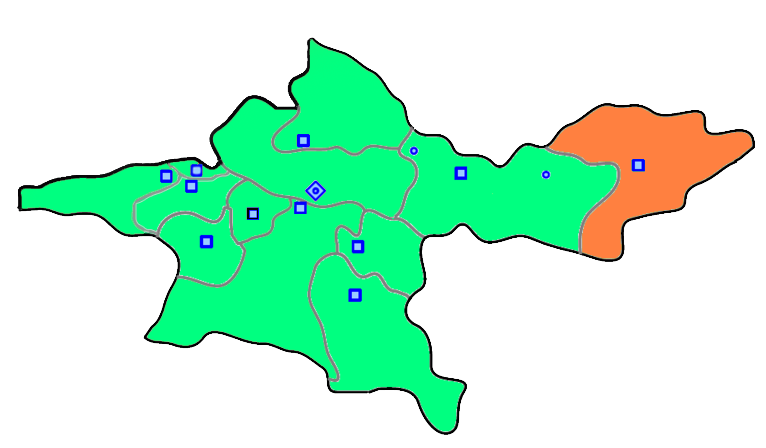
Localização do condado na província de Teerã

O município de Firuzkuh (em persa: فیروزکوه) é um município da província de Teerã, no Irã. Sua capital é a cidade de Firuzkuh.